# Macskapanzió
A macskapanzió egy olyan létesítmény, ahol a macskatulajdonosok ideiglenesen elhelyezhetik kedvenceiket, például nyaralás, üzleti út vagy más távollét idejére, képzett és tapasztalt felvigyázók gondoskodásával. Hasonlóan a kutyapanziókhoz, a macskapanziók is kifejezetten a macskák igényeihez vannak kialakítva, hogy azok biztonságban és kényelemben legyenek a gazdáik távolléte idején.

## Háttér
A macskapanzió gyakorlata a macskák elhelyezésének megoldásaként alakult ki, amikor gazdáik utazásának idején. A macskapanziók széles skálán mozognak, a hagyományos megőrzőktől kezdve a számtalan szórakozási és tartási lehetőségeket kínáló modern macskahotelekig. Emellett egyesek otthoni macskapanzió szolgáltatást is igénybe vesznek, vagy helyi macskaszittereket keresnek a közelükben.
A macskapanzió fogalma a 2000-es évek elején alakult ki, és azóta az iparág folyamatos növekedésnek örvend. 2022-ben a háziállatpanziós szolgáltatások globális piacának értéke 6,72 milliárd USD volt, és az előrejelzések szerint 2023 és 2030 között továbbra is erőteljes, 8,30%-os összetett éves növekedési ütemet fog mutatni. Ezt a bővülést elsősorban olyan tényezők okozzák, mint a kisállatpanziós és macskapanziós szolgáltatások növekvő népszerűsége, a kisállattartás növekedése, a háziállatok humanizálásának trendje, valamint a kisállatok gondozására fordított növekvő kiadások mind a fejlett, mind a fejlődő országokban.

## Típusok

### Professzionális macskapanziók
A professzionális macskapanzió egy kifejezetten erre a célra kialakított, általában hűtött és fűtött, a mindenkori, kedvtelésből tartott állattartási törvénynek megfelelő létesítményt jelent, szakszerűen képzett felvigyázó munkatársak jelenléte mellett. A professzionális macskapanziók kényelmi kínálata jellemzően változó, a vendégek kényelmét és elfoglaltságát számtalan eszközzel, játékkal, felszereléssel színesíthetik.

### Privát macskapanziók
Az otthoni macskapanzió olyan éjszakai macskagondozás, amelyet egy macskaszitter biztosít a saját otthonában. Ez a panziós forma népszerű a szorongó, ugyanakkor szigorúan szociális macskák körében, mivel jellemzően alacsony létszámú, visszatérő vendégkörrel működik.

### Háznál történő felvigyázás
A háznál történő felvigyázás a macskák éjszakai gondozásának egy formája, amely a macskatulajdonos otthonában történik. Sok macskatulajdonos jobban szereti saját otthonában, a megszokott környezetében hagyni macskáját, miközben egy ismert és megbízott személy gondoskodik róla. Ez egy gyakran használt szolgáltatás például nem szociális vagy agresszív macskák részére.